# Вили Ајхорн
Вили Ајхорн (23. август 1908 — 25. мај 1994) био је немачки веслачки репрезентативац. Веслао је у двојцу без кормилара. Био је члан веслачког клуба Манхајмер из Манхајма.
Ајхорн је 1932. веслао је са Валтером Заном на првенству Немачке и освојио друго, а 1934. треће место. На следећем првенству 1935. променио је партнера и са Хугом Штраусом и био други. Следеће године су победили и квалификовали се за учешће на Летњим олимпијским играма у Берлину.
У квалификационој трци на Играма победили су у својој групи, па су се директно пласирали у финале, где су са три секунде предности победили данску посаду Петер Олсен и Хари Ларсен.
Године 1938. поново су били други на немачком првенству.